# پیلینگسدورف
پیلینگسدورف (به آلمانی: Pillingsdorf) یک منطقهٔ مسکونی در آلمان است که در تریپتیس واقع شده‌است. پیلینگسدورف ۱۶۸ نفر جمعیت دارد.